# باسل عقل
باسل أمين عقل (1938، يافا - 2 ديسمبر 2020، بيروت) ويُعرف أبو الأمين، هو سياسيٌ ومُفكر فلسطيني، كان عضوًا في المجلسين الوطني والمركزي الفلسطيني، وعضو مجلس أمناء مؤسسة الدراسات الفلسطينية. كان مُقيمًا بين بيروت ولندن.

## حياته
وُلد باسل عقل في مدينة يافا عام 1938 ميلاديًا. حصل على شهادة البكالوريوس في العلوم السياسية من الجامعة الأمريكية بالقاهرة عام 1959، ودرجة الماجستير في العلوم السياسية من الجامعة الأمريكية في بيروت عام 1962. عمل مستشارًا في وزارة الخارجية الكويتية حيث كان مسؤولًا عن الدائرة السياسية، كان عضوًا في الوفد الكويتي في مؤتمري القمة العربية الأولى والثانية، وكان أول ممثلٍ لمنظمة التحرير في مصر في الفترة ما بين 1965 حتى 1966. عمل مديرًا لمكتب جامعة الدول العربية في لندن عام 1968، وكان مستشارًا للرئيس ياسر عرفات، وتولى تمثيل فلسطين لدى الأمم المتحدة بين 1975 حتى 1976، كما ترأس أول وفد فلسطيني إلى مجلس الأمن الدولي 1975.
عيّنه الملك المغربي الحسن الثاني بن محمد رئيسًا لصندوق القدس. شارك في العديد من مؤتمرات القمة العربية تحت قيادة الرئيس ياسر عرفات والرئيس محمود عباس. كما كان كان عضوًا في المجلسين الوطني والمركزي الفلسطيني، وعضو مجلس أمناء مؤسسة الدراسات الفلسطينية.
منحه الرئيس الفلسطيني محمود عباس وسام الاستحقاق والتميز الذهبي في 24 فبراير (شباط) 2017، حيث جاء في قرار منح الوسام «نحن محمود عباس رئيس دولة فلسطين، رئيس اللجنة التنفيذية لمنظمة التحرير الفلسطينية قررنا منح المناضل باسل عقل وسام الاستحقاق والتميز "الذهبي" تقديرًا لدوره النضالي في تاريخ العمل الوطني الفلسطيني باعتباره أول فلسطيني خاطب مجلس الأمن الدولي نيابة عن منظمة التحرير الفلسطينية، وأول من ترأس الدائرة السياسية في القدس الشريف، وتثمينا عاليا لإسهاماته ومسيرته الفكرية في الدفاع عن وطنه وشعبه الفلسطيني، فقد تميز في جميع المواقع والمهام التي أوكلت إليه فأداها بحكمة واقتدار».

## وفاته
تُوفي باسل عقل في بيروت بتاريخ 2 ديسمبر (كانون الأول) 2020 ميلاديًا المُوافق 17 ربيع الآخر 1442 هـ، عن عمرٍ ناهز 82 عامًا. نعاه الرئيس الفلسطيني محمود عباس ومنظمة التحرير الفلسطينية، كما نعته عددٌ من السفارات والمنظمات العربية والدولية.